# Medingen
Medingen (en luxemburguès: Méideng; en alemany: Medigen) és una vila de la comuna de Contern del districte de Luxemburg al cantó de Luxemburg. Està a uns 9,6 km de distància de la Ciutat de Luxemburg.